# Будзилович, Пётр Михайлович
Пётр Михайлович Будзилович (19 января 1863 — неизвестно) — русский военный деятель, генерал-майор (1916). Герой Первой мировой войны.

## Биография
В 1880 году вступил в службу после окончания духовной семинарии. В 1883 году после окончания Виленского военного училища по II разряду произведён  прапорщики  и выпущен в  Тарутинский 67-й пехотный полк. В  1884 году  произведён в подпоручики, в 1888 году в поручики, в 1896 году  в штабс-капитаны, в 1897 году в капитаны, командир роты.  
В 1902 году произведён в подполковники, командир батальона. В 1910 году произведён в полковники, старший офицер Изборского 177-го пехотного полка.

С 1914 года участник Первой мировой войны, командир   317-го Дрисского пехотного полка. С 1916 года командир 449-го Харьковского пехотного полка. Высочайшим приказом от 30 декабря 1915 года за храбрость награждён Орденом Святого Георгия 4-й степени: 
За храбрость мужество и доблесть проявленные в боях с австрийцами 21-го и 22-го мая 1915 года будучи полковником и командиром 317-го пехотного Дрисского полка
Высочайшим приказом от 26 августа 1916 года на основании георгиевского статута  (статьи №49 и №54) был произведён в генерал-майоры.

## Награды
- Орден Святого Станислава 2-й степени  (ВП 1901)
- Орден Святой Анны 2-й степени с мечами (ВП 1905; ВП 01.05.1915)
- Орден Святого Владимира 4-й степени с мечами и бантом (ВП 1909; ВП 02.04.1915)
- Орден Святого Владимира 3-й степени с мечами (ВП 10.05.1915)
- Орден Святого Георгия 4-й степени (ВП 30.12.1915)